# Loose Change (EP)
Loose Change là EP phát hành độc lập của nam ca sĩ người Anh Ed Sheeran. EP được thu tại Sticky Studios ở Surrey và do Jake Gosling sản xuất. Kể từ lúc EP được phát hành vào năm 2010 trước khi Sheeran đạt được thành công lớn, EP đã được tái phát hánh ba lần: vào năm 2011; vào năm 2015 với tư cách là một phần trong album tổng hợp 5 EP của Sheeran (5); và dưới dạng đĩa than 12" vào năm 2016.
EP là "bước thứ hai" trong dự án mang tên The Five EP Projects được Ed Sheeran phát hành độc lập. Lần phát hành đầu tiên tỏ ra khá thành công với bản hit "The A Team".
Khi EP được tái phát hành năm 2015 với 5, track "The A Team" được thay bằng "Let It Out", đĩa đơn chính trong EP trước đó của Sheeran.
Loose Change đạt vị trí thứ 90 trên UK Albums Chart vào năm 2011. Vào năm 2017, sau khi Sheeran ra hai bài hát mới, EP đạt được vị trí thứ 83 trên ARIA Albums Chart.
Hai bài hát trong EP xuất hiện trong album phòng thu đầu tay + của Ed Sheeran vào năm 2011. Bài đầu tiên là The A Team, đĩa đơn chính của album. Bài thứ hai là Little Bird, xuất hiện trong bản đặc biệt.

## Danh sách bài hát
| Loose Change     | Loose Change                              | Loose Change          | Loose Change |
| STT              | Nhan đề                                   | Sáng tác              | Thời lượng   |
| ---------------- | ----------------------------------------- | --------------------- | ------------ |
| 1.               | "The A Team"                              | Ed Sheeran            | 4:22         |
| 2.               | "Homeless"                                | Sheeran, Anna Krantz  | 3:33         |
| 3.               | "Little Bird"                             | Sheeran               | 3:47         |
| 4.               | "Sofa"                                    | Sheeran, Krantz       | 3:21         |
| 5.               | "One Night"                               | Sheeran, Jake Gosling | 3:29         |
| 6.               | "Firefly"                                 | Sheeran               | 4:17         |
| 7.               | "The City" (Trực tiếp tại Sticky Studios) | Sheeran, Gosling      | 5:09         |
| 8.               | "Firefly" (Bravado Dubstep Remix)         | Sheeran               | 4:27         |
| Tổng thời lượng: | Tổng thời lượng:                          | Tổng thời lượng:      | 32:25        |

| Tái phát hành trong 5 | Tái phát hành trong 5 | Tái phát hành trong 5 | Tái phát hành trong 5 |
| STT                   | Nhan đề               | Sáng tác              | Thời lượng            |
| --------------------- | --------------------- | --------------------- | --------------------- |
| 1.                    | "Let It Out"          | Sheeran               | 3:51                  |
| Tổng thời lượng:      | Tổng thời lượng:      | Tổng thời lượng:      | 31:54                 |

## Xếp hạng
| Bảng xếp hạng (2011–17) | Vị trí cao nhất |
| ----------------------- | --------------- |
| Úc (ARIA)               | 83              |
| Album Ireland (IRMA)    | 39              |
| Album Anh Quốc (OCC)    | 90              |

## Lịch sử phát hành
| Vùng     | Ngày                 | Hãng đĩa                  | Định dạng                   | Nguồn  |
| -------- | -------------------- | ------------------------- | --------------------------- | ------ |
| Anh Quốc | 7 tháng 2 năm 2010   | Sheeran Lock              | CD, tải kỹ thuật số         | [ 14 ] |
| Anh Quốc | 12 tháng 12 năm 2011 | Atlantic                  | CD, tải kỹ thuật số         | [ 14 ] |
| Thế giới | 12 tháng 5 năm 2015  | Atlantic, Gingerbread Man | CD box set, tải kỹ thuật số | [ 14 ] |
| Thế giới | 26 tháng 2 năm 2016  | Atlantic, Gingerbread Man | Đĩa than                    | [ 14 ] |